# Kernkraftwerk Odessa
Das Kernkraftwerk Odessa (ukrainisch Одеса АЕС, russisch Одесская АЭС) sollte in der Ukrainischen Sozialistischen Sowjetrepublik 25 Kilometer von der Stadt Odessa entfernt entstehen.

## Geschichte
Das Kraftwerk sollte mit zwei WWER-1000 ausgestattet werden und zwei TK-450-500/60-Dampfturbinen je Reaktor bekommen. Die ersten Bauarbeiten hatten bereits begonnen. Es sollte das erste große Mehrzweck-Kernkraftwerk für Strom und Fernwärme in der Sowjetunion werden. Die maximal berechnete Leistung, mit der das Kernkraftwerk die Stadt Odessa beheizen könnte, wurde im Winter auf 3489 MW geschätzt. Die mögliche Einsparung an fossilen Brennstoffen wurde auf vier Millionen Tonnen geschätzt. Mehrere kleine Kessel, die in der Stadt stehen, hätten mit der Inbetriebnahme des Kernkraftwerks geschlossen werden können.
Das Kraftwerk sollte 25 Kilometer von Odessa entfernt nahe dem Ort Teplodar gebaut werden, was wiederum die kostenintensive Verlegung zahlreicher Rohrverbindungen zur Folge hatte. Es bestanden Pläne für weitere kombinierte Kernkraftwerke mit Strom- und Fernwärmeproduktion in Charkiw, Minsk, Wolgograd und anderen Städten. Die Planungen wurden nach der Katastrophe von Tschernobyl eingestellt. Heute steht auf dem Grundstück ein gasbetriebenes Heizkraftwerk.

## Daten der Reaktorblöcke
| Reaktorblock | Reaktortyp | Netto- leistung | Brutto- leistung | Baubeginn | Projekt- einstellung |
| ------------ | ---------- | --------------- | ---------------- | --------- | -------------------- |
| Odessa-1     | WWER-1000  | 900 MW          | 940 MW           | 1980      | 1986                 |
| Odessa-2     | WWER-1000  | 900 MW          | 940 MW           | 1982      | 1986                 |